# Rhynchopyga semibrunnea
Rhynchopyga semibrunnea är en fjärilsart som beskrevs av M.Gaede 1926. Rhynchopyga semibrunnea ingår i släktet Rhynchopyga och familjen björnspinnare. Inga underarter finns listade.